# Análisis modal utilizando FEM
El objetivo del análisis modal en la mecánica estructural es determinar las frecuencias naturales y modos de vibrar de un objeto o estructura durante vibración libre. Es común utilizar el Método de los Elementos Finitos (MEF, o FEM por sus siglas en inglés) para desarrollar el análisis porque, como en otros cálculos usando el MEF, el objeto que se analiza puede tener formas arbitrarias y los resultados de los cálculos son aceptables. Los tipos de ecuaciones que surgen del análisis modal son vistas en Sistemas propios. La interpretación física de los valores propios y vectores propios, los cuales vienen de resolver el sistema, representan las frecuencias y modos de vibrar correspondientes. A veces, los únicos modos deseados son los correspondientes a las menores frecuencias porque pueden ser los modos predominantes en la vibración del objeto.
También es posible determinar las frecuencias naturales y modos de vibrar de un objeto mediante ensayos experimentales. En este caso, el procedimiento se denomina análisis modal experimental. Los resultados de las pruebas experimentales pueden usarse para calibrar un modelo de elementos finitos para determinar si las hipótesis subyacentes hechas fueron correctas (Por ejemplo, propiedades correctas de materiales y condiciones de borde consideradas en el modelo).

## Sistemas propios FEA
Para los problemas más básicos envolviendo un material linealmente elástico el cual obedece la Ley de elasticidad de Hooke, las ecuaciones de matriz tomando la forma de un sistema de masas de resorte tridimensional dinámico.
La ecuación generalizada de movimiento es dada como:

{\displaystyle [\mathbf {M} ]{\ddot {\mathbf {u} }}+[\mathbf {C} ]{\dot {\mathbf {u} }}+[\mathbf {K} ]\mathbf {u} =\mathbf {F} }

Donde:
{\displaystyle [\mathbf {M} ]} es la matriz de masa,
{\displaystyle {\ddot {\mathbf {u} }}} es la 2a derivada de tiempo del desplazamiento (su aceleración, que tan rápido cambia tu velocidad, respecto al tiempo),
{\displaystyle \mathbf {u} } es el desplazamiento (o posición),
{\displaystyle {\dot {\mathbf {u} }}} es la velocidad (derivada de la posición respecto al tiempo, qué tan rápido de desplazas),
{\displaystyle [\mathbf {C} ]} es la matriz de amortiguación,
{\displaystyle [\mathbf {K} ]} es la matriz de rigidez, y
{\displaystyle \mathbf {F} } es el vector fuerza.
El problema general, con la amortiguación diferente de cero, es un problema de valor propio cuadratico. Sin embargo, para análisis modal vibracional, la amortiguación es generalmente ignorada, dejando solo el primer y tercer términos en el lado izquierdo:

{\displaystyle [\mathbf {M} ]{\ddot {\mathbf {u} }}+[\mathbf {K} ]\mathbf {u} =\mathbf {0} }

Esta es la forma general de los sistemas propios encontrados en ingeniería estructural usando el Método de los elementos finitos. Adicionalmente, el movimiento armónico es típicamente asumido para la estructura que si {\displaystyle [{\ddot {U}}]}
es tomada a ser igual {\displaystyle \lambda [U]},
donde {\displaystyle \lambda } es un valor propio (con unidades de cuadrado de tiempo reciproco, e.g., {\displaystyle \mathrm {s} ^{-2}}), y la ecuación se reduce a:

{\displaystyle [\mathbf {M} ]\mathbf {u} \lambda +[\mathbf {K} ]\mathbf {u} =\mathbf {0} }

en contraste, la ecuación para el problema estático es:

{\displaystyle [\mathbf {K} ]\mathbf {u} =\mathbf {F} }

La cual es esperada cuando todos los términos teniendo un tiempo derivativo son fijados a cero.

### Comparación al álgebra lineal
En Álgebra lineal, es más común ver la forma estándar de un sistema propio el cual es expresado como:

{\displaystyle [\mathbf {A} ]\mathbf {x} =\lambda \mathbf {x} }

Ambas ecuaciones pueden ser vistas como la misma porque si la ecuación general es multiplicada por el inverso de la masa,
{\displaystyle [\mathbf {M} ]^{-1}},
tomara la forma de este último. Debería notarse que los modos inferiores son deseados, resolviendo el sistema más probablemente envolvería el equivalente de multiplicando por el inverso de la rigidez,
{\displaystyle [\mathbf {K} ]^{-1}}, un proceso llamado iteración inversa.
Cuando esto es hecho, los valores propios resultantes, {\displaystyle \mu }, relacionan a aquel del original por:

{\displaystyle \mu ={\frac {1}{\lambda }}}

pero los vectores propios son los mismos.

## Métodos de solución
Para problemas elásticos lineales las matrices de rigidez y masa y el sistema en general son definidas positivas. Esa propiedad permite aplicar algunos algoritmos numéricos comúnmente aplicados son usados para hallar una solución. Cuando todas las cualidades del sistema son consideradas:
1. Solo los pequeños valores propios y vectores propios de los bajos modos son deseados.
2. Las matrices de masa y rigidez son dispersas y altamente bandeadas.
3. La matriz del sistema es definida definitiva.

una descripción típica de la solución es primero para tridiagonalizar el sistema usando el algoritmo de Lanczos. Después, usa el algoritmo QR para encontrar los vectores propios y valores propios de este primer sistema tridiagonal. Si la iteración inversa es usada, los nuevos valores propios serán relacionados con los viejos por {\displaystyle \mu ={\frac {1}{\lambda }}}, mientras los vectores propios del original pueden ser calculados de aquellos de las matrices tridiagonalizadas por:

{\displaystyle [r^{n}]=[Q][v^{n}]}

donde {\displaystyle [r^{n}]} es un vector Ritz aproximadamente igual al vector propio del sistema original, {\displaystyle [Q]} es la matriz de vectores Lanczos, y {\displaystyle [v^{n}]} es el {\displaystyle n^{th}} vector propio de la matriz tridiagonal.